# Controllo documentale
Il controllo documentale è una tecnica di investigazione scientifica per individuare l'eventuale falsificazione di documenti. La base della tecnica consiste nel comparare il reperto in esame ad un omologo documento sicuramente genuino, ottenuto dall'Ente o dallo Stato che ne ha curato l'emissione. L'indagine sul falso documentale spazia dall'esame di scritture private, di carta moneta, di documenti di identità, di guida e di titoli amministrativi di carattere autorizzativo nella loro genericità. Oltre ad una conoscenza specifica del reperto oggetto d'indagine, l'operatore deve approfondire la conoscenza sui vari  sistemi antifalsificazione che possono essere inseriti nei vari documenti, sulle tecniche di stampa e sulla qualità dei supporti cartacei e plastici utilizzati, nonché sui codici di controllo algoritmico a volte inseriti.
In Italia il controllo documentale è da inserire nell'ambito delle funzioni della Polizia giudiziaria.

## Sistemi antifalsificazione

### Microscrittura
Trattasi di una riga, od un insieme di tratti sia rettilinei che curvilinei, i quali vengono identificati quali mero tratto grafico ad analisi ottica diretta, se però il tratto viene ingrandito si potranno apprezzare dei singoli caratteri alfabetici che andranno a comporre sigle, parole o frasi di senso compiuto.

### Stampe mediante l'utilizzo di inchiostri fotosensibili
Alcune parti del reperto possono essere impresse mediante l'utilizzo di particolari tipi di inchiostro che hanno la particolarità di essere individuati solo a seguito di irradiazione con luce a frequenza particolare (U.V., ultravioletto) o con particolari sistemi di acquisizione (I.R., infrarosso).

### Sistemi otticamente variabili
Sono particolari tipi di fustella che applicati sul reperto in analisi potranno variare la loro percezione ottica, in relazione all'angolo di tangenza con i quali vengono colpiti dalla luce. Se la variazione di percezione riguarderà la sola definizione si definiranno ologrammi, se la variazione riguarderà sia il disegno che i colori verranno definiti cinegrammi.

### Pellicole plastiche
Sono particolari pellicole plastiche otticamente trasparenti, che molto spesso vengono integrate con alcuni dei sistemi precedentemente descritti, inoltre tali supporti spesso sono termosensibili, deteriorandosi irrimediabilmente se sottoposti ad attacco termico.

### Caratteristiche di stampa
Risulta essenziale nella valutazione del reperto l'individuazione del tipo di tecnica di stampa utilizzata nella realizzazione. In senso lato, individuando una stampa di tipo litografico piano o off-set si potrà desumere con apprezzabile approssimazione una genuinità del documento, contrariamente ad una stampa a getto d'inchiostro quadricromica, che denoterà una forte possibilità di contraffazione.

### Supporto cartaceo
Il supporto cartaceo normalmente utilizzato nella produzione di documenti genuini e di tipo ad alta grammatura (rapporto peso/superficie) assimilabile di fatto alla carta valori, può essere realizzato con carta filigranata, quindi assimilabile agli altri sistemi antifalsificazione precedentemente trattati. La filigrana è una variazione dello spessore del supporto cartaceo che se anteposto ad una sorgente d'irradiazione luminosa fornirà particolari immagini determinate dalla modulazione dei livelli. Contestualmente l'impasto di fibre vegetali che compone la carta potrà contenere particolari componenti chimici che renderanno inservibile il supporto sottoposto a particolari assalti chimici.

### Attrezzatura necessaria alla valutazione
Sistema ottico d'ingrandimento meccanico (lenti), lampada ad irradiazione U.V. con frequenza pari a 360 nm, sistema di acquisizione video I.R.